# María Victoria Lareu
María Victoria Lareu Huidobro, (Santiago de Compostela, 7 de marzo de 1960) es una investigadora, profesora universitaria y médica forense gallega. Es directora del Instituto de Ciencias Forenses de la USC y líder mundial en este campo de investigación.

## Trayectoria
Victoria Lareu licenciada en 1984 en Medicina y Cirugía por la Facultad de Medicina de la Universidad de Santiago de Compostela (USC) continuó su carrera en diferentes centros de investigación extranjeros de especial relevancia en medicina forense. Así, realizó una importante labor investigadora en el Instituto de Medicina Legal de Coimbra, Portugal, en el London Hospital College y en el Forensic Science Service de Birmingham. Tras su paso por el Reino Unido regresó a Santiago, donde realizó su tesis doctoral sobre marcadores genéticos en la cirrosis hepática alcohólica. Compaginó el trabajo de laboratorio en el Instituto Universitario de Medicina Legal con la actividad docente en la Facultad de Medicina.
En 1996 pasó a ser profesora titular en esta misma facultad. También se trabajó en la identificación de las víctimas del tsunami o en el caso de las tres niñas muertas en el Crimen de Alcácer. Desde 1998 es jefa del servicio de Genética Forense del Instituto, del que también ocupa el cargo de secretaria, y en 2007 obtuvo la Cátedra de Medicina Legal, convirtiéndose en ese momento en la tercera mujer en España en conseguirlo.
Además, es una de las protagonistas del libro titulado Investigadoras Gallegas. Este trabajo, editado por Grupo Correo Gallego en colaboración con el Ministerio de Educación, incluye 50 entrevistas a otros tantos investigadores gallegos.
Desde las instalaciones de la Facultad de Medicina, Victoria Lareu y sus colaboradores trabajan en el diseño de nuevos métodos de análisis forense. Entre los proyectos que lidera está el que busca determinar las características físicas de una persona a partir de cualquier rastro biológico de ADN, como una pequeña gota de sangre o saliva. Otro proyecto trata de paliar la imposibilidad de obtener datos de muestras biológicas muy degradadas debido, por ejemplo, a condiciones meteorológicas muy adversas. Durante su carrera, Lareu dirigió varias tesis y participó en casi una veintena de proyectos financiados por la Junta de Galicia, el Ministerio de Educación de España y la Unión Europea.
Tiene más de cien publicaciones en genética forense, genética humana y bioquímica.

## Premios y reconocimientos
- En 2021 fue galardonada con el Premio María Josefa Wonenburger para mujeres científicas 2021.[6]

- Fue galardonada en 2008 con uno de los Premios Gallegos del Año del Grupo Correo Gallego, Galicia Hoxe, Radio Obradoiro, Terras de Santiago y Correo Televisión, reconociendo su destacada labor en casos como la identificación de víctimas de atentados terroristas como los del 11-S y el 11-M, así como la identificación de cadáveres retornados al mar o restos históricos del yacimiento arqueológico de Atapuerca o de la Guerra Civil Española.[1]